# Кривично право
Кривично материјално право је грана јавног права и бави се сузбијањем криминалитета на толерантан ниво.

## Појам и порекло кривичног права
Кривично (материјално) право представља скуп правних норми чији је задатак да заштити и очува најзначајније вредности у друштву. Кривично материјално право, са једне стране, регулише питања која се односе на само кривично дело, док се кривично процесно право бави питањима која се односе на поступак у којем се утврђује кривична одговорност. Из обичајног права се највише развило материјално кривично право, које је касније претрпело мере кодификовања савезним и државним статутима. Друштвене науке су имале значајан утицај на модерно кривично право, поготово када је реч о пресудама, правним истраживањима и законодавству. 
Основна функција кривичног права као гране позитивног (важећег) права (кривично право се може схватити и као научна дисциплина (Наука кривичног права) јесте његова заштитна функција. То значи да се кривичном праву даје утилитаристички карактер, тј. оправдање кривичног права се види у његовој друштвеној корисности. Ту функцију кривично право остварује прописивањем одређених понашања као кривичних дела и кривичних санкција за та дела, као и услова за њихову примену према учиниоцима кривичних дела (Наше позитивно кривично законодавство, члан 3. Кривичног законика, одређује заштиту човека и других друштвених вредности као основ и границе за то прописивање (Начело легитимности). Основни циљ кривичног права јесте сузбијање криминалитета.
Међутим, није довољно само прописати кривичноправне норме, неопходно је да постоји висок степен вероватноће да ће се оне заиста и применити. Његов циљ јесте да се делује на понашање човека. То значи да није примарни циљ кривичног права примена казне и кривичних санкција, већ се оно заснива на претпоставци да већина грађана неће вршити кривична дела. Кривично право може да функционише само ако примена кривичних санкција у једном друштву представља изузетак. Чак и ако би било могуће применити кривичну санкцију на сваког учиниоца кривичног дела, то не би било пожељно, јер би исувише честа примена кривичних санкција отупила њену „оштрицу". Наиме ако се казна сувише често примењује она губи свој изузетни карактер, а тиме и своју ефикасност.. Међутим, иако није ни реална нити оправдана тежња да увек када је учињено кривично дело дође до примене кривичноправних норми, сувише селективна и ретка примена кривичног права слаби његову заштитну функцију.
Кривично право је законско право, тј. право засновано на закону. За разлику од осталих грана права у којима и други правни акти садрже правне норме, једини правни акт којим се може прописати кривичноправна норма јесте закон.
Кривично право схваћено као систем законских норми и као део позитивног права, полазећи од традиционалне поделе на кривично право у објективном и субјективном смислу, представљало би кривично право у објективном смислу (уобичајено је да се кривично право схвата у објективном смислу, осим ако се посебно не нагласи да је реч о кривичном праву у субјективном смислу). Док општи део садржи одредбе релевантне за све или већину кривичних дела, посебни део кривичног права садржи законске норме којима се предвиђају поједина кривична дела, односно којима се одређена понашања прописују као кривична дела.
Кривично право у субјективном смислу јесте право на кажњавање (ius puniendi). Оно припада само држави, те је стога и кривично право као грана права и као део јавног права изразито државно право.
Кривично право и кривичне санкције нису једино средство којим се могу сузбијати друштвено опасна понашања. Уобичајена је њихова подела на превентивна средства и репресивна средства. Репресивна средства за циљ имају примену санкције у односу на већ учињено кривично дело, окренута су прошлости, док превентивна средства настоје спречити друштвено опасно понашање пре него што је учињено, тј. окренута су будућности.
Како се друштвено опасна понашања јављају у различитим областима друштвеног живота, и кривично право регулише хетерогене друштвене односе. Но, оно то чини само парцијално и фрагментарно, Зато је у вези са природом кривичноправне заштите уобичајено да се говори о фрагментарном карактеру кривичног права. Наиме, кривично право треба да пружа заштиту само одређеним вредностима, односно највреднијим, а не свим добрима. Фрагментарност кривичноправне заштите се одражава и у томе што ни заштита добара која се штите кривичним правом није потпуна, већ се она штите само од неких, по правилу најопаснијих, облика напада на њих.

## Историја
Настанак кривичног права везује се за противправно одузимање туђег живота, тј. убиство. 
Кривично право води порекло од крвне освете. Она представља сукоб између две (крвносродничке) заједнице, који је отпочињао убиством или повредом неког од члана заједнице или његовог добра и који се настављао међусобним убијањем. Повод за крвну освету могао је представљати сукоб око међа, девојака. Након одређеног времена усвојен је принцип талиона, који је значио да је освета требало да одговара нанетом злу (око за око, зуб за зуб). Уколико се извршило кривично дело над припадником једне заједнице од припадника друге заједнице, то је изазивало непријатељство.
Такав вид непријатељства проузрокован насиљем, се у средњем веку називао вражда. Појам вражда води порекло из српског права (старословенска реч вражда изведена је од речи „враг“, што значи непријатељ). Једно отпочето непријатељство између заједница могло је да потраје и више година. Тај сукоб би се потом завршавао мирењем и подразумевало је морално и материјално задовољење стране која је оштећена. Морално задовољење се састојало у томе да кривац моли за опроштај због учињеног кривичног дела, а овлашћени осветник му нуди опроштај. Материјално задовољење је обухватало давање имовинске или (новчане) вредности оштећеној страни од кривца који се тиме откупљивао и добијао опрост. Крвнина представља одређен облик откупа за кривично дело убиства. 

Мирење и плаћање откупнине се називају композиција (composition – споразум, погодба). Систем композиције је, поред освете, имао велики значај у кривичном праву. У тренутку када је држава потпуно преузела на себе одговорност да обезбеђује јавни ред и мир, користила је систем композиције при кажњавању извршилаца кривичних дела. Држава је настојала да подстакне мирење и плаћање одштете оштећеном и такође да сузи коришћења права на освету.
Круг овлашћених за освету се прво сужавао до граница шире, а потом уже породице, да би на крају било једно лице овлашћено за освету. На почетку, држава је одштету делила са оштећеном страном. Нешто касније је прописала посебно плаћање у своју корист, уз одштету коју је кривац плаћао оштећеној страни. Кроз тај поступак се развила новчана казна. Та новчана казна (глоба), као одштета је постала јавна казна и тако све до дан данас. Доста дуго је велика већина кривичних дела била приватног карактера. Гоњење криваца по приватној тужби спречавало је да кривично дело постане јавног карактера. 
Такође, постепено се сужавао и број кривичних дела за које је освета била дозвољена и као последица тога на крају је остало само убиство. Државна власт је коначно успела да потисне крвну освету као вид решавања конфликата и да наметне правну обавезу на мирење.
Прве законе из ове области су донели Сумерци. Око 2100-2050. п. н. е. Ур-Наму, нео-сумерски краљ Ур, донео је најстарији писмени законски код чији је текст откривен: Код Ур-Наму. Још један важан рани закон је био Хамурабијев закон, који је био језгро вавилонског права. Само су фрагменти ранијих кривичних закона древне Грчке преживели.
У римском праву, Гајев Закон 12 таблица је повезао грађанске и кривичне аспекте, а крађу (лат. furtum) су третирали као тортуру. Напад и насилна пљачка су посматране као упад на приватно власништво. Кршење таквих закона створило је обавезу закона да се прекршиоци закона кажњавају плаћањем новчане накнаде или штете. Кривични закон Рима прикупљен је у књигама 47-48 Дигеста. После оживљавања римског права у 12. веку, класичне римске класификације из шестог века пружиле су основу разликовања између кривичног и грађанског права у европском праву од тада до данашњег времена.
Први знаци модерне разлике између злочина и грађанских питања појавили су се током инвазије Нормана у Енглеској. Специјални појам кривичне казне, бар у Европи, настао је у периоду шпанске касне сколастичности (Алфонсо де Кастро), када је теолошки појам Божје казне (лат. poena aeterna), коначно ушла као казна за злочине унутар секуларног кривичног закона. Развој правосуђа јасно се појавио у осамнаестом веку, када су европске државе почеле да организују полицију. Од овог тренутка, кривични закон је формализовао механизме за спровођење закона, што је омогућило његов развој као видљив ентитет.

## Место кривичног права у правном систему
Кривично право заједно са осталим гранама права чини правни систем једне земље. То подразумева међусобну повезаност појединих грана права. Повезаност је још више изражена када је реч о кривичном праву, јер кривично право не регулише самостално неку јасно ограничену област друштвених односа.
Казнено право у ширем смислу обухвата: материјално кривично право, кривично процесно право, кривично извршно право, право привредних преступима и прекршајно право.
Однос кривичног права и кривичног процесног права може се укратко одредити као однос суштине и форме. До раздвајања ове две правне гране дошло је пре нешто више од 2 века. То разграничење није могуће у потпуности спровести, због тога данас постоје институти који имају двоструку природу (нпр. одредбе о застарелости кривичног гоњења, екстрадиција).
Основно мерило јесте да ли се они односе претежно на суштину, тј. на услове за постојање државног захтева за примену кривичних санкција или услова за остваривање тог захтева.